# Charles Baird

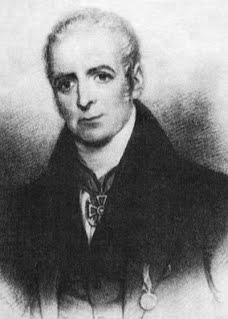
Charles Baird

Charles (Karl Nikolajewitsch) Baird (russisch Чарльз (Карл Николаевич) Берд; * 9. Dezemberjul. / 20. Dezember 1766greg. in Westerton, Bothkennar, Stirlingshire; † 28. Novemberjul. / 10. Dezember 1843greg. in St. Petersburg) war ein schottisch-russischer Maschinenbauingenieur und Unternehmer.

## Leben
Baird war eins von neun Kindern des späteren Zöllners Nicol Baird des Forth and Clyde Canal. Baird war auf einem Hof der Familie Gascoigne zur Welt gekommen und im Januar 1767 auf den Namen Gascoigne Baird getauft worden. 1782 wurde er Lehrling in der Eisenhütte der Carron Company in der Nähe von Falkirk. Nach seinem 19. Geburtstag wurde er Aufseher in der Kanonenabteilung.
Als der Manager Charles Gascoigne der Carron Company vom russischen Admiral Samuel Greigh eingeladen wurde, nach Russland zu kommen, um in Petrosawodsk die Alexander-Kanonenfabrik zu sanieren, reiste Gascoigne im Mai 1786 zusammen mit Baird, Adam Armstrong und Alexander Wilson nach Kronstadt. Baird war nun Assistent Gascoignes.
Um nicht mit Gascoigne verwechselt zu werden, nannte Baird sich nun Charles Baird, was im Februar 1792 von der schottischen Kirchenbehörde anerkannt wurde. Im selben Jahr gewann er den St. Petersburger schottischen Fabrikanten Francis Morgan als Partner für die Gründung eines Maschinenbau-Werks auf der Galeereninsel in der Fontanka-Mündung in St. Petersburg, das als Baird-Werk bekannt wurde. Im Juni 1794 heiratete er Morgans Tochter Sophia. Das Werk spezialisierte sich zunächst auf dampfgetriebene Maschinen für das kaiserliche Arsenal und den St. Petersburger Münzhof. 1800 wurde die erste Dampfmaschine eigener Konstruktion gefertigt. Nach dem Tod seines Partners Morgan leitete Baird allein das Werk. Die bisher unbedeutende Produktion des Morgan-Werks auf der Matissowinsel in der Moika-Mündung konnte er erheblich steigern. Bei einem Besuch in Schottland 1810 lud er seinen Neffen William Handyside zu sich nach St. Petersburg ein und stellte ihn als Mitarbeiter im Baird-Werk ein.
1811 wurde Baird zum Oberberghüttenverwalter (8. Bergrangklasse) ernannt. Es folgten die Ernennungen zum Oberbergmeister (7. Bergrangklasse) und zum Berghauptmann (die deutschen Rangbezeichnungen waren wörtlich ins Russische übernommen worden).
Das Werk wurde ständig weiter ausgebaut, und eine Gießerei kam hinzu. 1813 wurde der gusseiserne Gitterzaun entlang des Kronstädter Obwodny-Kanals vom Italjanski-Teich zum Hafen angefertigt.
1815 baute Baird das erste russische Dampfschiff Jelisaweta, nachdem Robert Fulton seinen entsprechenden Vertrag mit der russischen Regierung nicht erfüllt hatte. Während der Jungfernfahrt der Jelisaweta mit Besichtigung des Baird-Werks, die Filipp Filippowitsch Wigel in seinen Memoiren und Pjotr Iwanowitsch Rikord in seinem Journal beschrieb, bewirtete die Familie Baird die Gäste an Bord des Schiffes, darunter Graf Michail Wielhorski und Agustín de Betancourt, der dann Direktor der Hauptverwaltung des Verkehrsministeriums wurde. Noch im selben Jahr gründete Baird eine Dampfschifffahrtsgesellschaft, die bald für lange Zeit den Verkehr auf der Newa und nach Kronstadt beherrschte und ihm ein großes Vermögen einbrachte. 1816 entstand das zweite Dampfschiff, und weitere Fahrgast- und Frachtschiffe folgten. Er richtete Dampfschiffverbindungen nach Reval, Riga und anderen Städten ein. Er baute Flussschiffe für ganz Russland. Für die Wolga besaß er ein zehnjähriges Dampfschiffbau-Privileg.
Anfang 1817 lud Baird den Innenminister Ossip Petrowitsch Kosodawlew zur Besichtigung seines Werks ein, worauf in der von Kosodawlew redigierten Zeitung Sewernaja Potschta (Nordpost) das Werk gewürdigt wurde. Im selben Jahr wurden Baird-Dampfmaschinen im St. Petersburger Arsenal aufgestellt, wofür Baird den Orden der Heiligen Anna 2. Klasse erhielt.
Auch wurden von 1823 bis 1826 sechs Hängebrücken für St. Petersburg produziert. Für den Neubau der Isaakskathedrale (1818–1858) lieferte Bairds Werk die eisernen Bauglieder.
1824 wurden beispielsweise die Bauteile für die von Wilhelm von Traitteur projektierte Postbrücke über die Moika und die Panteleimon-Brücke über die Fontanka produziert. 1826 entstanden die Prototypen der Sphinxe des Bildhauers Pawel Petrowitsch Sokolow für die Ägyptische Brücke, die dann auf dem Kai der Kamenny-Insel aufgestellt wurden. 1829–1834 wurden für die Alexandersäule die Bronzeteile (Basreliefs, Kapitell, Engel) und die Kupfer-Ornamente gefertigt. Dafür erhielt Baird den Orden des Heiligen Wladimir III. Klasse. Die gusseisernen Kugeln und die Lafette für die Zarenkanone im Moskauer Kreml wurden 1835 abgeschickt. 1841 wurde er in die Institution of Civil Engineers gewählt.
Baird wurde auf dem Smolensker Friedhof im lutherischen Teil begraben.
Bairds Sohn Franz Karlowitsch Baird (1802–1864) führte das Baird-Werk erfolgreich weiter. 1846 wurden die Bauteile für die Blagoweschtschenski-Brücke produziert. 1848 wurden im Auftrag Stepan Dmitrijewitsch Netschajews nach dem Projekt Alexander Pawlowitsch Brjullows die Teile der Kulikowo-Säule zur Erinnerung an die Schlacht auf dem Kulikowo Pole hergestellt, wobei Franz Baird selbst den Guss, den Transport auf das Kulikowo Pole und die Montage übernahm. Für die Isaakskathedrale fertigte Franz Baird Basreliefs an. Die Gutujewski-Insel verkaufte er an den Industriellen Dmitri Jegorowitsch Benardaki. 1867 wurde im Baird-Werk eine Einwellen-Schiffsmaschine mit einer Leistung von 2170 PS für die erste dampfgetriebene russische Fregatte gebaut, die eine Geschwindigkeit von über 10 Knoten. erreichte. In den 1870er Jahren wurden Minenleger gebaut sowie Kreuzer für den Pazifik. Bairds Enkel Charles George Baird verkaufte 1881 das Werk an eine französisch-russische Gesellschaft. Schließlich wurde das Werk Teil der Admiralitätswerft.
Bairds jüngerer Bruder Hugh Baird war Ingenieur des Forth and Clyde Canal.

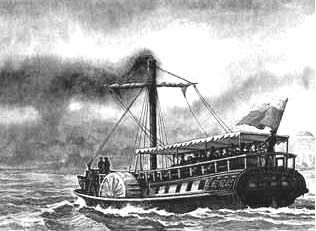
Dampfschiff Jelisaweta
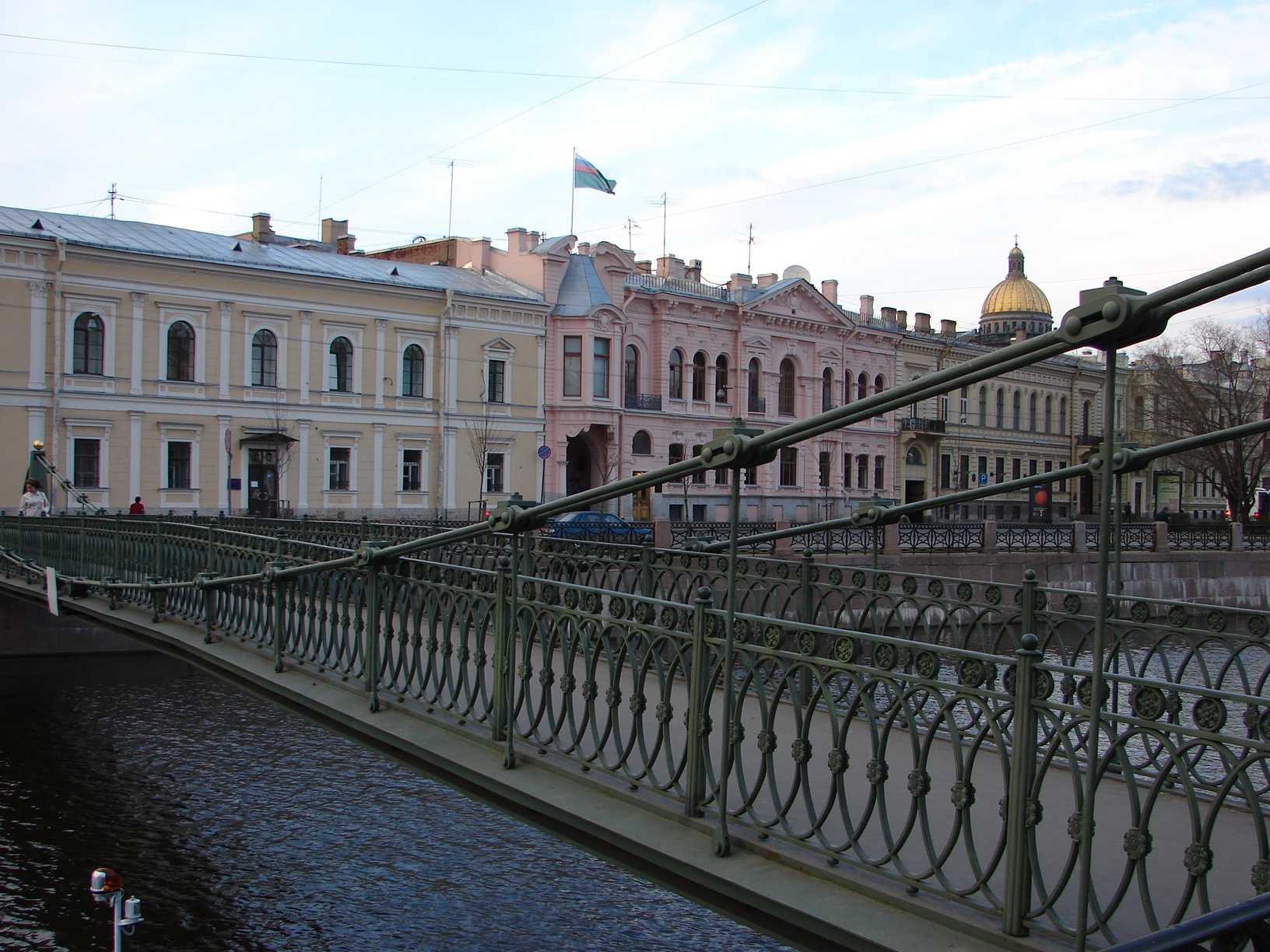
Postbrücke
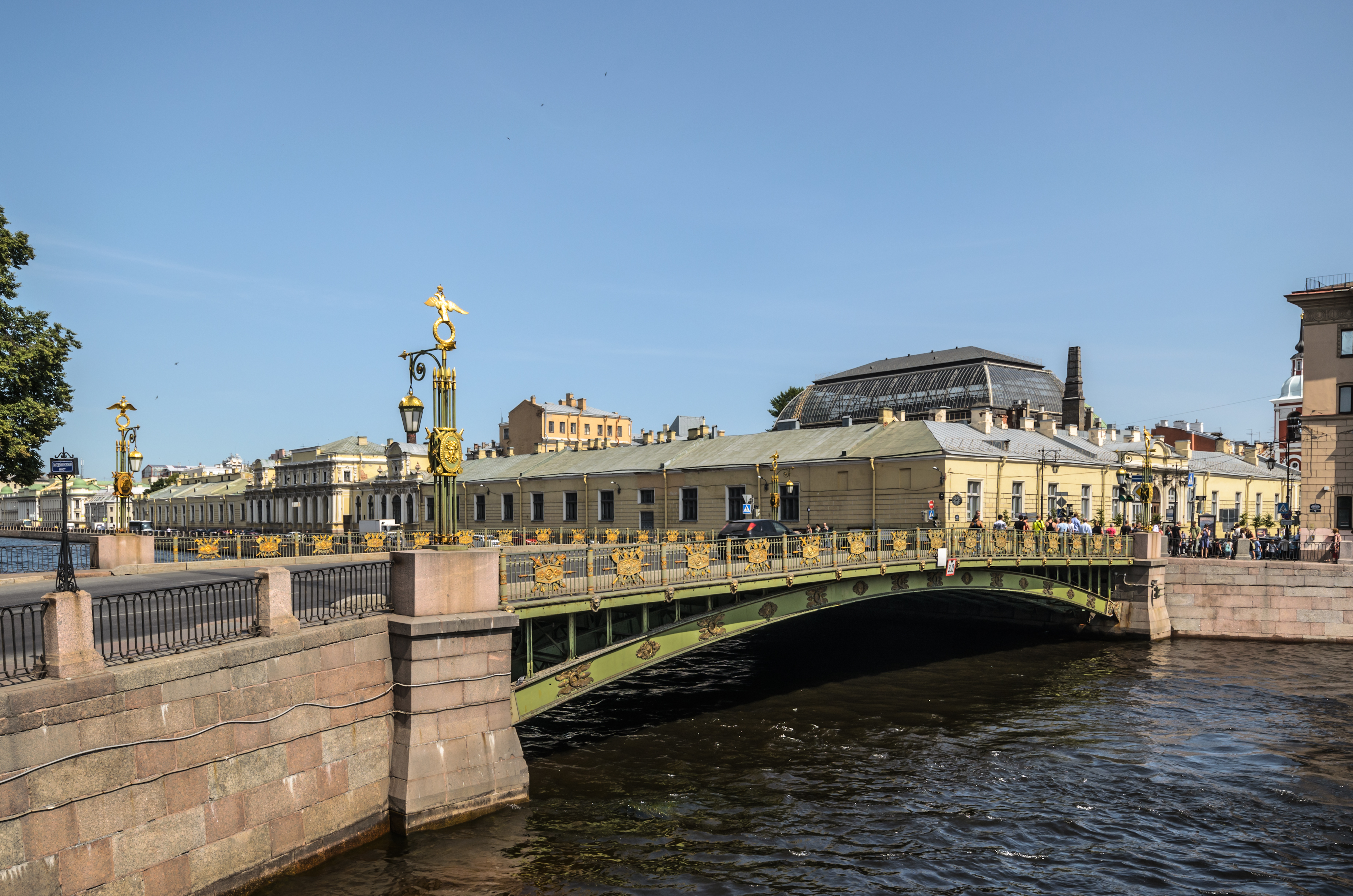
Panteleimon-Brücke, St. Petersburg
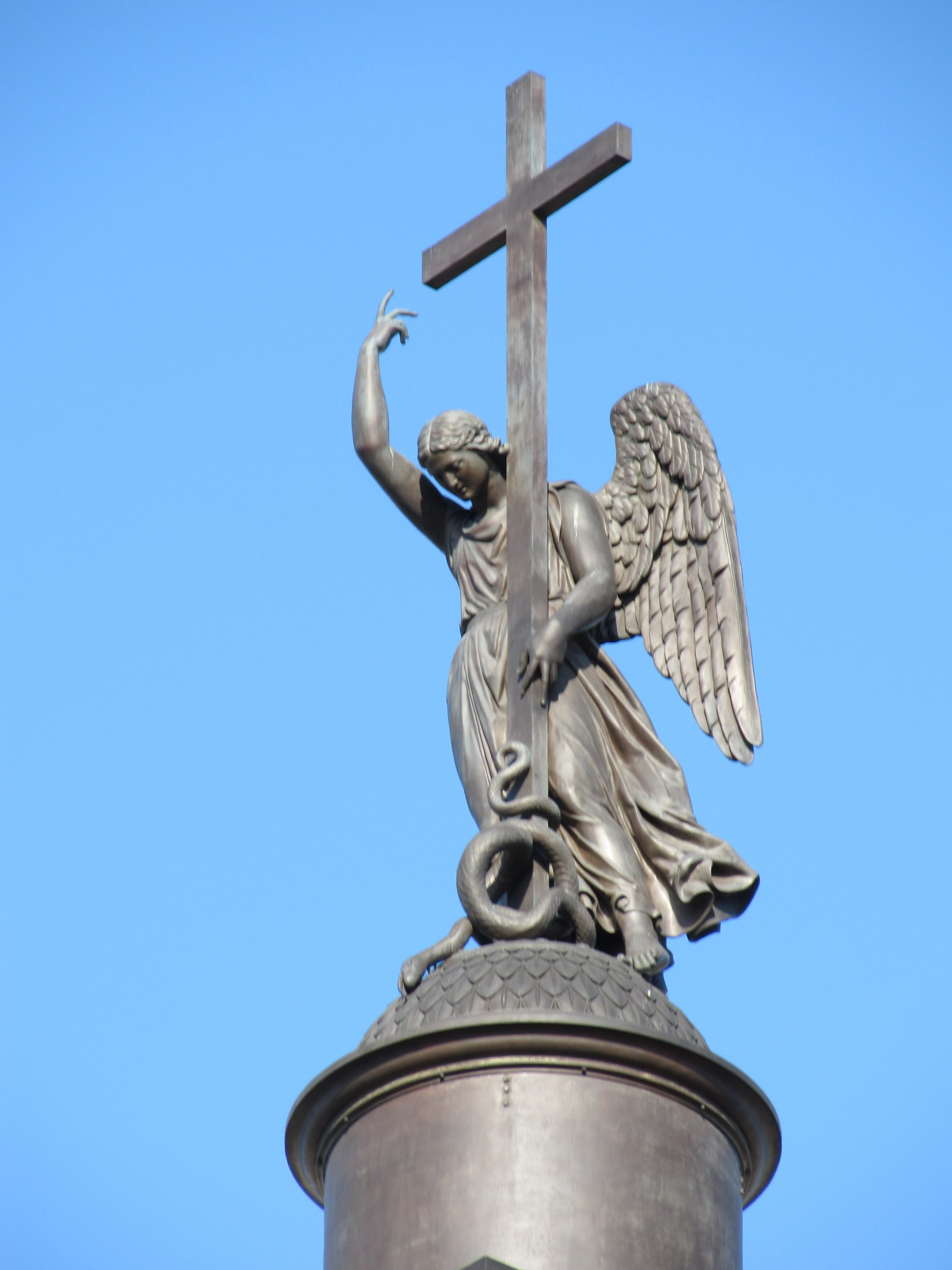
Engel der Alexandersäule, St. Petersburg
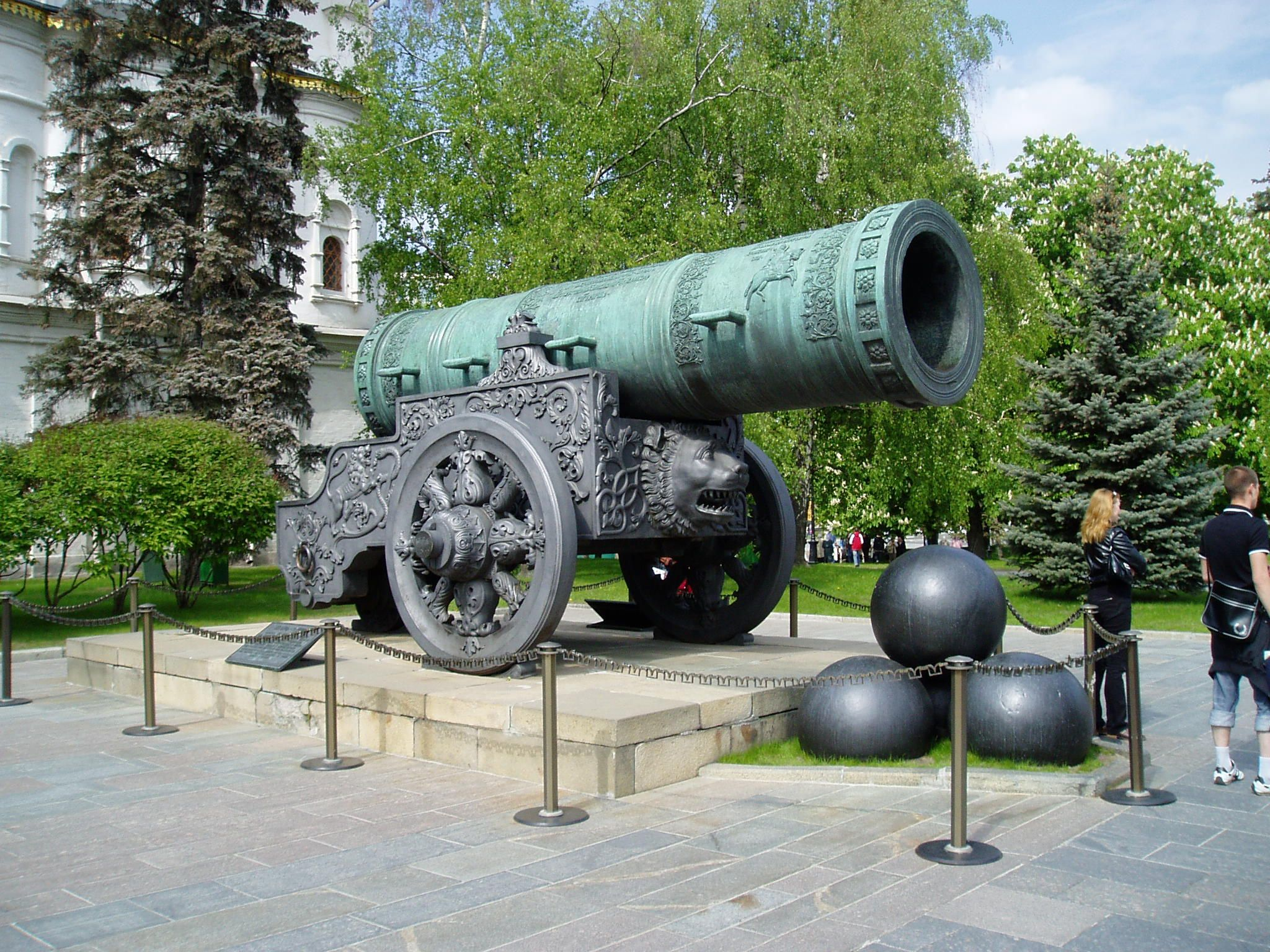
Zarenkanone, Moskau
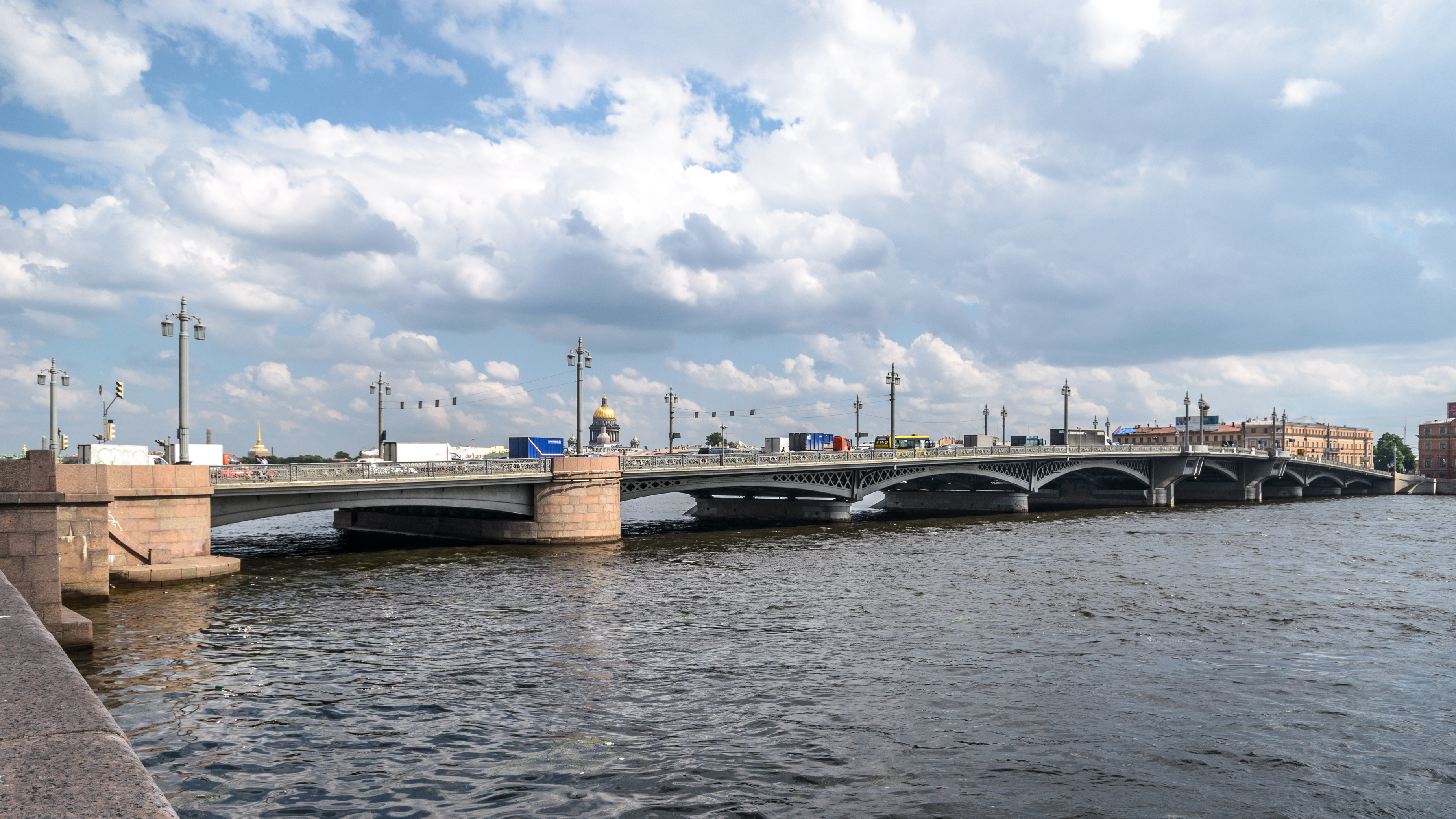
Blagoweschtschenski-Brücke, St. Petersburg
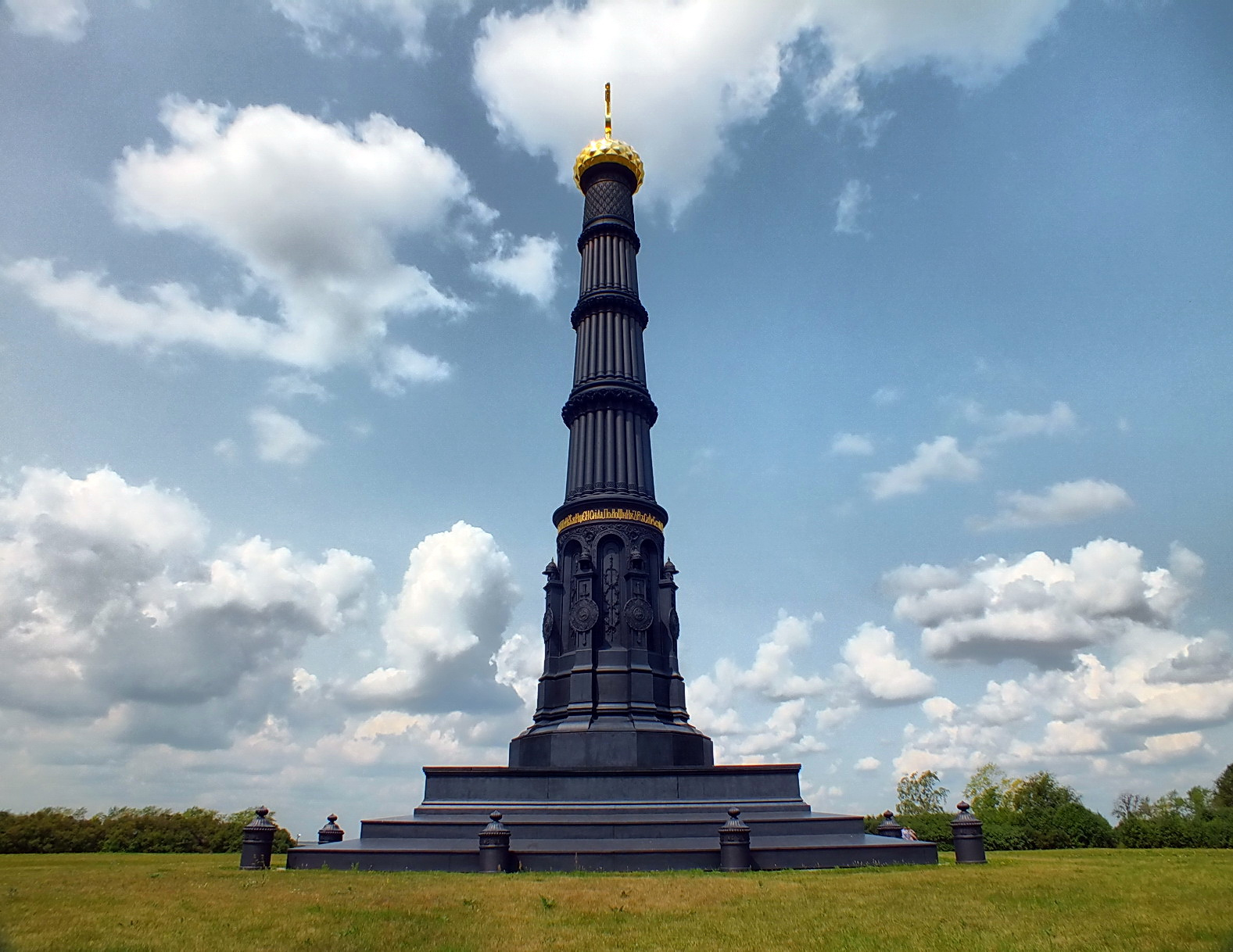
Kulikowo-Säule auf dem Kulikowo Pole